# Dog Pound
Dog Pound is een Canadees dramafilm uit 2010 onder regie van Kim Chapiron. De productie is een remake van het Britse Scum, dat in 1977 als televisiefilm verscheen en twee jaar later in een nieuwe versie met grotendeels dezelfde acteurs alsnog in de bioscopen kwam. Chapiron won voor Dog Pound de prijs voor beste nieuwe verhalende filmmaker op het Tribeca Film Festival 2010.

## Verhaal
De gewelddadige Butch (Adam Butcher), drugsdealer Davis (Shane Kippel) en kruimeldief Angel (Mateo Morales) worden opgepakt en voor een heropvoeding opgesloten in de jeugdstrafinrichting Enola Vale in Montana. Daar blijken ze terechtgekomen in een wereldje waar het recht van de sterkste geldt. Ieder gaat daar op zijn eigen manier mee om, met wisselende resultaten. Bewaker Goodyear (Lawrence Bayne) heeft oprecht het beste voor met de jongeren die onder zijn toezicht staan, maar veel van de rottigheid die zich onder zijn neus afspeelt, ontgaat hem en de zijnen. Bovendien staat hij onder stress omdat zijn zaken thuis ook niet zo soepel verlopen. Die spanning neemt hij onbedoeld mee naar zijn werk.

## Rolverdeling
| - Adam Butcher - Butch - Shane Kippel - Davis - Mateo Morales - Angel - Slim Twig - Max - Taylor Poulin - Banks - Dewshane Williams - Frank - Lawrence Bayne - Goodyear - Trent McMullen - Sands - Jeff McEnery - Loony | - Bryan Murphy - Eckersley - Michael Morang - Hamel - Clayton Joseph - Karuk - Alexander Conti - Sal - William Christopher Ellis - Meakin - Michael States jr. - Gahege - Arnold Pinnock - Phillips - Tim Turnell - Greaves - Lynne Adams - Miss Biggs |